# Rêverie (Glazounov)
Pour les articles homonymes, voir Rêverie (homonymie).
La Rêverie, op. 24 G 75, est une pièce pour cor et piano du compositeur russe Alexandre Glazounov, écrite en 1890.

## Contexte et création
Alexandre Glazounov compose sa Rêverie en 1890. Le compositeur la dédie à Eduard Lidin. Elle a été transcrite pour alto par Borissov en 1934.

## Analyse
L'œuvre est en ré bémol majeur.